# 黒い暴動♥
『黒い暴動♥』（くろいぼうどう）は、2016年公開の日本映画。宇賀那健一監督。馬場ふみか主演。
かつて流行した「ガングロ」ファッションを軸足に、かつてガングロギャルだったひとりのアラサー女子の青春の軌跡を描いたガールズムービーである。キャッチコピーは、「外野なんて、空気。」

## 主な出演者
- 美羽 - 馬場ふみか
- シバタ - 間宮祥太朗
- 彩香 - 柳英里紗
- あおい - 平松可奈子
- 紗都美 - 今井華
- 稲川実代子
- 川瀬陽太
- 山本浩司
- 三浦誠己
- なちゅ
- 村上虹郎

## 主なスタッフ
- 監督・脚本・原案 - 宇賀那健一
- 音楽 - 小野川浩幸
- 脚本協力 - 山田佳奈（ロ字ック）
- ロケ協力 - 内灘町、内灘フィルムコミッション　ほか
- 撮影 - 岩永洋
- 照明 - 加藤大輝
- 録音 - keefer
- 美術 - 岡田匡未
- 衣装 - 小笠原吉恵
- 助監督 - 平波亘
- 制作担当 - 鈴木徳至
- 編集 - CO2
- スチール - 伊藤華織
- メイキング - 酒井麻衣
- プロデューサー - 渡邉一孝（E.x.N）
- アソシエイトプロデューサー - 井上峻
- 企画協力 - ブレス
- 制作プロダクション - VANDALISM

## その他
監督の宇賀那はギャルのことを調べるために、毎日国立国会図書館でギャル雑誌『egg』のアーカイブを読み漁り、ガングロカフェに通ったと語っている。主演の馬場ふみかは撮影時はガングロメイクに1日2時間かかり、朝起きると毛穴に入ったガングロメイクで布団が黒くなり大変だったと語っている。
ギャル映画として出来るだけ本物に近づけるために、全国にメンバーがいる世界最大のガングロギャルユニット、black diamondのメンバーがキャストの脇を固めている。映画の撮影後、監督の宇賀那は自身が経営するAlternative Cafe & Bar 「VANDALISM渋谷」内にガングロカフェを移転させ、出演者を含むガングロギャルをスタッフとして雇っている。
2016年7月30日より新宿シネマカリテ他全国劇場公開。ミニシアターだけではなく、イオンシネマやコロナワールドなどのシネマコンプレックスも含めて上映され、8か月間の上映となる。
2017年6月2日、バップよりDVDが発売されている。小学館よりノベライズ本も発売されている。
劇中にはザ・クラッシュ、ザ・フー、ドアーズ、ザ・ストゥージズなどのパロディネタが散見している。